# Boris Krawcow
Boris Wasiljewicz Krawcow (ros. Бори́с Васи́льевич Кравцо́в, ur. 28 grudnia 1922 w Moskwie) – minister sprawiedliwości ZSRR (1984–1989), Bohater Związku Radzieckiego (1944).

## Życiorys
W 1941 ukończył szkołę średnią, w czerwcu 1941 wcielony do Armii Czerwonej, 11 sierpnia 1941 został żołnierzem 91 samodzielnego batalionu saperów Uralskiego Okręgu Wojskowego w Czebarkule, a we wrześniu 1941 kursantem szkoły wojskowej. W maju 1942 ukończył odeską szkołę artyleryjską ewakuowaną do miasta Suchoj Łog. W stopniu porucznika skierowany na Front Południowo-Zachodni, dowódca plutonu rozpoznania topograficznego 2 dywizjonu 822 pułku artyleryjskiego 300 Dywizji Piechoty, a od lipca 1942 2 dywizjonu 846 pułku artyleryjskiego 278 Dywizji Piechoty. Walczył na Froncie Południowo-Zachodnim, Stalingradzkim i Dońskim, w maju 1942 brał udział w walkach o Charków, później w bitwie pod Stalingradem, od czerwca 1943 należał do WKP(b). Od sierpnia 1943 szef wywiadu 2 dywizjonu 132 pułku artyleryjskiego gwardii 60 Dywizji Piechoty Gwardii w stopniu starszego porucznika. 24 października 1943 wraz z wywiadowcami sforsował Dniepr w rejonie Zaporoża, 31 grudnia 1943 został ciężko ranny w walce i odesłany na leczenie, a w czerwcu 1944 w stopniu kapitana zwolniony z armii jako inwalida II grupy.
Od września 1945 do 1947 studiował w Moskiewskiej Szkole Prawniczej, po czym został sędzią, od czerwca 1950 do 1952 był starszym inspektorem-rewizorem wydziału sądów transportowych Ministerstwa Sprawiedliwości ZSRR, w 1952 ukończył Wszechzwiązkowy Zaoczny Instytut Prawny, w listopadzie 1955 został sekretarzem komitetu partyjnego Ministerstwa Sprawiedliwości ZSRR. Od 1956 do stycznia 1960 instruktor Wydziału Organów Administracyjnych i Handlowo-Finansowych KC KPZR, od 29 stycznia 1960 do stycznia 1971 I zastępca Prokuratora RFSRR, następnie Prokurator RFSRR, od 12 kwietnia 1984 do 7 czerwca 1989 minister sprawiedliwości ZSRR, następnie na emeryturze. Od 6 marca 1986 do 2 lipca 1990 zastępca członka KC KPZR. Deputowany do Rady Najwyższej ZSRR XI kadencji (1984-1989) i Rady Najwyższej RFSRR od VIII do X kadencji (1971-1984). Państwowy radca prawny I klasy (8 lutego 1971). Autor ponad stu publikacji w pismach prawniczych. Zasłużony prawnik ZSRR (27 grudnia 1972).

## Odznaczenia
- Złota Gwiazda Bohatera Związku Radzieckiego (19 marca 1944)
- Order Lenina (19 marca 1944)
- Order Rewolucji Październikowej (27 grudnia 1982)
- Order Wojny Ojczyźnianej I klasy (11 marca 1985)
- Order Czerwonego Sztandaru Pracy (dwukrotnie - 25 października 1967 i 31 sierpnia 1971)
- Order Przyjaźni Narodów (7 kwietnia 1994)

I medale.